# Elisabeth của Bohemia
 Elisabeth của Bohemia (ngày 26 tháng 12 năm 1618 - 11 tháng 2 năm 1680), còn được gọi là Elisabeth của Pfalz, Công chúa Elisabeth của Công quốc Pfalz, hoặc Công chúa-Tu viện trưởng của Tu viện Herford, là con gái đầu của tuyển hầu Frederick V của Pfalz (từng là Quốc vương Bohemia trong một thời gian ngắn) và Elizabeth Stuart. Elisabeth của Bohemia là một triết gia nổi tiếng qua những bức thư trao đổi triết học giữa bà và René Descartes. Bà có ảnh hưởng quan trọng đối với thuyết siêu hình học nhị nguyên của Descartes; đồng thời lý luận của bà đã đặt ra những mối quan tâm về siêu hình học cho các nhà triết học sau này.

## Cuộc đời

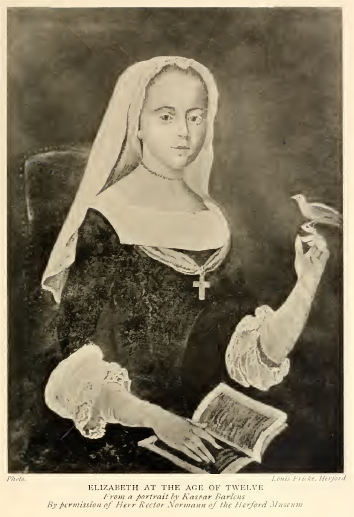
Elisabeth năm 12 tuổi.

Elisabeth Simmern van Pallandt sinh ngày 26 tháng 12 năm 1618 tại Heidelberg. Bà là người thứ ba trong số mười ba người con và là con gái lớn nhất của Frederick V, Tuyển hầu tước Pfalz và Elizabeth Stuart, con gái của James I của Anh và em gái của Charles I.
Người ta không biết nhiều về thời niên thiếu của Elisabeth, ngoại trừ những mối quan hệ gia đình. Sau một thời gian trị vì ngắn ngủi không thành công ở Bohemia, cha mẹ của Elisabeth phải chạy đến lưu vong ở Hà Lan vào năm 1620. Elisabeth ở với bà ngoại Louise Juliana của Nassau tại Heidelberg trước khi chuyển đến Hà Lan vào năm 9 tuổi.
Elisabeth được hưởng một nền giáo dục toàn diện, bao gồm triết học, thiên văn học, toán học, luật học, lịch sử, ngôn ngữ hiện đại và cổ điển. Bà tinh thông tiếng Hy Lạp cổ và thậm chí được các anh chị em đặt biệt danh là "La Grecque" ("Người Hy Lạp").
Elisabeth cũng được học các môn nghệ thuật bao gồm hội họa, âm nhạc và khiêu vũ. Bà có thể đã được kèm cặp bởi Constantijn Huygens.
Năm 1633, Elisabeth nhận được lời cầu hôn từ Władysław IV Vasa, Quốc vương Ba Lan. Cuộc hôn nhân này vốn có thể đem đến nhiều lợi ích cho Pfalz, nhưng cuối cùng đã bị hủy bỏ vì Władysław theo Công giáo, còn Elisabeth thì từ chối bỏ đạo Tin lành.
Edward Reynold đã đề tặng tác phẩm Chuyên luận về lòng đam mê và những thành tố của tâm hồn con người (1640) cho Elisabeth. Mặc dù không rõ bối cảnh chính xác của việc đề tặng này, nhưng điều đó cho thấy Elisabeth đã xem bản thảo của tác phẩm.
Năm 1642, Elisabeth đọc cuốn Suy ngẫm về Triết học Tiên khởi của Descartes.
Năm 1646, anh trai của Elisabeth là Philip Frederick của Pfalz đã giết chết một người đàn ông trong một cuộc đấu tay đôi. Do vụ tai tiếng này, Elisabeth được gửi đến ở với gia đình ở Đức, tại đây bà đã giới thiệu tác phẩm của Descartes tới các giáo sư của mình.
Năm 1660, Elisabeth gia nhập tu viện Luther tại Herford và trở thành tu viện trưởng vào năm 1667. Trong khi tu viện thuộc Luther giáo, Elisabeth lại theo theo Đức tin Cải cách. Mặc dù tu viện trưởng trước đây (chị họ của Elisabeth) cũng là một người Cải cách, Elisabeth đã vấp phải nhiều sự ngờ vực ban đầu do sự khác biệt về đức tin.
Là Tu viện trưởng, bà chủ trì tu viện và cai quản cộng đồng dân cư xung quanh gồm 7.000 người. Trong thời gian Elisabeth là tu viện trưởng, tu viện đã trở thành nơi ẩn náu cho nhiều người khỏi các cuộc đàn áp tôn giáo. Bà đã chào đón rất nhiều người từ các hệ giáo phái khác nhau, kể cả những người theo giáo phái Labadie. Khi cha của Robert Barclay, David Barclay bị cầm tù, Elisabeth đã can thiệp và giúp đỡ để thả ông ra.
Elisabeth qua đời vào ngày 12 tháng 2 năm 1680. Bà được chôn cất trong Nhà thờ Tu viện Herford.

## Thư từ

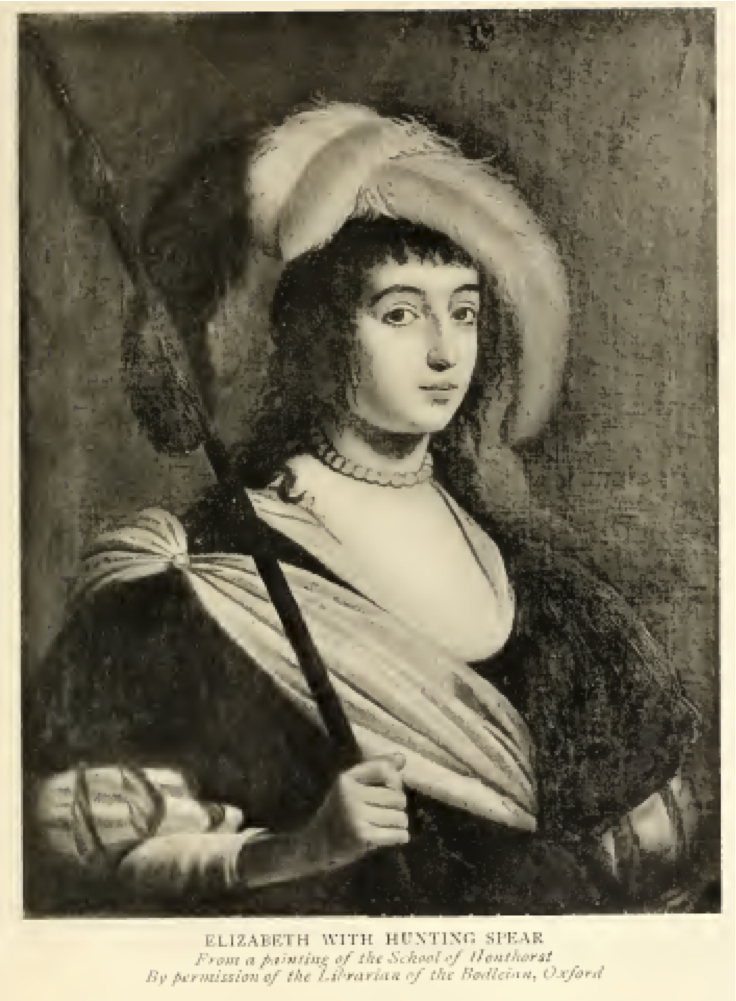
Elisabeth trong trang phục thợ săn.

Suốt cuộc đời mình Elisabeth đã trao đổi thư từ với nhiều trí thức nổi tiếng trong thời đại của bà.
Năm 1639, Elisabeth bắt đầu thư từ với Anna Maria van Schurman, một phụ nữ uyên bác được mệnh danh là Minerva của Hà Lan. Trong một lá thư, van Schurman đã hướng dẫn Elisabeth về những chủ đề cần nghiên cứu và tranh luận về sự hữu ích của môn lịch sử.
Elisabeth bắt đầu viết thư với Descartes từ năm 1643 và tiếp tục cho đến khi Descartes qua đời vào đầu năm 1650. Descartes theo đề nghị của bà đã đồng ý trở thành thầy dạy triết học và đạo đức cho Elisabeth. Năm 1644, ông đề tặng bà cuốn Principia Philosophiae (Các nguyên lý triết học).
Nhiều bức thư của Descartes gửi cho Elisabeth đã được xuất bản trong tập thư do Claude Clerselier biên tập, nhưng Elisabeth từ chối xuất bản những lá thư gửi từ phía bà. Những lá thư từ phía Elisabeth được xuất bản lần đầu tiên vào năm 1879 bởi Louis-Alexandre Foucher de Careil, sưu tầm từ tay Frederick Müller, một người bán sách cổ đã tìm được một tập thư ở Rosendael.
Elisabeth cũng trao đổi thư với một số người Giáo hữu nổi tiếng như Robert Barclay và William Penn.
Có nhiều lá thư trong cuốn Niên giám Giấy tờ Nhà nước Anh, hoặc do Elisabeth viết hoặc được gửi tới bà, xoay quanh những quan ngại về các vấn đề chính trị và tài chính.

## Đóng góp cho triết học: Descartes và các nhân vật nổi bật khác
Elisabeth đã gặp Descartes trong một lần Descartes tới thăm La Haye. Descartes đến La Hay để gặp một số nhân vật trí thức nổi bật ở Hà Lan, những người có thể ủng hộ quan điểm triết học của ông. La Haye là nơi gặp gỡ thường xuyên của những nhân vật có ảnh hưởng hay quyền lực. Khi Descartes trình bày ý tưởng của mình, Elisabeth chăm chú lắng nghe và rất hứng thú với những suy nghĩ về tâm trí và cơ thể của Descartes. Sau chuyến viếng thăm của Descartes, ông được kể lại rằng Elisabeth rất quan tâm đến công trình của ông. Descartes rất vui và tỏ ý muốn gặp gỡ công chúa. Ông đã đến La Haye trong một dịp khác và có ý định gặp Elisabeth nhưng không thành. 

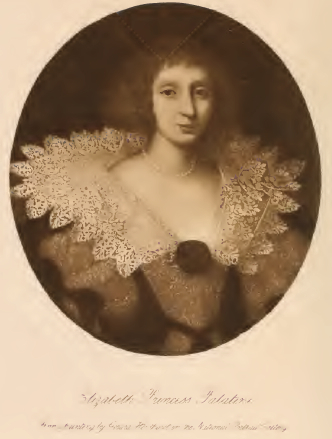
Chân dung Elisabeth tại Phòng triển lãm Quốc gia, London, UK.

Sau khi Elisabeth biết Descartes muốn gặp mình, bà đã viết cho Descartes một lá thư. Trong bức thư ngày 16 tháng 5 năm 1643 này, Elisabeth viết, "hãy nói cho tôi biết làm thế nào linh hồn của một con người (dù chỉ là một chất suy nghĩ) lại có thể điều khiển năng lượng trong cơ thể và khiến nó hành động tự nguyện". Elisabeth đặt câu hỏi về quan điểm nhị nguyên của Descartes rằng làm thế nào linh hồn và thể xác có thể tương tác với nhau. Elisabeth thắc mắc tại sao một thứ phi vật chất (ý tưởng về tâm trí của Descartes) lại có thể di chuyển một thứ vật chất (cơ thể). Descartes đã trả lời thư của Elisabeth với câu trả lời vòng vo rằng không nên coi sự tương tác này như của giữa hai sự vật vật lý mà nên thiên về sự tồn tại dung hợp giữa hai tính chất của "chất nặng" và cơ thể.
Elisabeth không hài lòng với câu trả lời này nên đã hồi âm lại cho Descartes. Trong bức thư này, ngày 20 tháng 6 năm 1643, Elisabeth viết rằng bà không thể "hiểu được ý tưởng mà qua đó chúng ta phải coi là linh hồn (không có giới hạn và phi vật chất) có thể di chuyển cơ thể, nghĩa là, qua ý tưởng đó mà ông có thể hiểu được chất nặng... Và tôi thừa nhận rằng tôi sẽ dễ dàng tiếp thu khái niệm vật chất và giãn nở đối với tâm trí hơn là tiếp thu khả năng chuyển động cơ thể hay bị cơ thể chuyển động đối với một thứ phi vật chất." Jaegwon Kim cho rằng đây là lập luận nhân quả đầu tiên về thuyết thực hữu trong triết học về tâm trí. Trong một bức thư khác từ Elisabeth đến Descartes ngày 1 tháng 7 năm 1643, Elisabeth đồng ý với Descartes rằng các giác quan của chúng ta là bằng chứng cho thấy linh hồn tác động lên cơ thể và cơ thể tác động lên linh hồn, nhưng sự tương tác này không làm sáng tỏ bất cứ điều gì về cách thức nó xảy ra. Qua sự tương tác thư từ giữa Elisabeth và Descartes, có thể thấy rằng Elisabeth cho rằng Descartes có một ý tưởng về cách linh hồn và cơ thể tương tác và yêu cầu làm rõ về cách thức linh hồn thực hiện điều này. Trên thực tế, Descartes chưa có ý tưởng chính xác về việc điều này xảy ra như thế nào, mà chỉ giả định rằng linh hồn có khả năng đó. Lần trao đổi thư này giữa Descartes và Elisabeth đã kết thúc bằng lá thư trên.
Việc tương tác thư từ bắt đầu lại sau hai năm. Trong thư này, Elisabeth và Descartes thảo luận về một căn bệnh mà Elisabeth mắc phải vào mùa hè năm 1645. Descartes viết cho Elisabeth rằng ông nghĩ rằng các triệu chứng của bà là do nỗi buồn gây ra. Điều này có thể đã đúng, vì anh trai của Elisabeth Philip đã thách đấu một người hay lui tới gia đình bà và đâm chết ông ta ở nơi công cộng, gây ra một vụ tai tiếng lớn thời bấy giờ. Điều này khiến Elisabeth đau khổ và lo lắng rất nhiều. Elisabeth ban đầu dự định viết thư cho Descartes để nói về vấn đề cá nhân chứ không có dính lứu gì đến triết học. Điều này khiến cho vị trí của bà trong lịch sử triết học trở nên phức tạp và gây tranh cãi. Sự tương tác cụ thể này giữa Elisabeth và Descartes thường bị nhiều nhà sử học cho rằng không đáng kể và bỏ qua, nhưng một số người lại cho rằng nó có ảnh hưởng to lớn ở khía cạnh Descartes và Elisabeth dường như đã trao đổi về "niềm đam mê của tâm hồn", như Descartes đã đề cập đến. Tác phẩm Niềm đam mê của tâm hồn của Descartes là tổng hợp của những bức thư này. Một số nhà sử học đã nhận xét rằng bản thân Elisabeth có thể được coi là một nhà triết học chính danh nếu quan điểm triết học của bà được diễn giải một cách có hệ thống.
Ngoài Descartes, Elisabeth còn trao đổi thư từ với nhiều người khác, bao gồm nhiều người Giáo hữu. Trong số đó đáng chú ý nhất là Edward Reynold, Nicholas Malebranche, Gottfried Wilhelm Leibniz, Robert Barclay và William Penn. Trong khi họ có thể có mục đích thuyết phục bà cải đạo, Elisabeth có vẻ tập trung hơn vào lý tưởng và niềm tin của họ. Bà cũng có một thời gian viết thư cho "Minerva Hà Lan", Anna Maria van Schurman, người đã khuyến khích Elisabeth tiếp tục nghiên cứu về lịch sử, vật lý và thiên văn học. Tuy những bức thư không cặn kẽ lắm, nhưng Van Schurman đã tư vấn và dẫn dắt Elisabeth trong các nghiên cứu học thuật và rất được Elisabeth tôn trọng. Elisabeth xin các lời khuyên từ van Schurman về các chủ đề mới và các đề tài nghiên cứu thông thường. van Schurman đã chủ động đưa ra ý kiến cho Elisabeth về những khám phá mới của thời đại họ. Chủ để mà họ thường có ý kiến trái chiều là về Descartes. Elisabeth bị thu hút bởi triết lý mới của Descartes và muốn tìm hiểu thêm về nó. Tuy nhiên Van Schurman lại bác bỏ mạnh mẽ ý tưởng này và  bảo vệ quan điểm truyền thống kinh viện. Tuy tôn trọng van Schurman nhưng Elisabeth vẫn theo đuổi mối quan tâm của bà đối với Descartes và học thuyết của ông. Người ta suy đoán rằng sự tương tác sâu sắc của Elisabeth với Descartes đã chấm dứt liên lạc của bà với van Schurman.

## Đóng góp cho nữ quyền trong lịch sử triết học
Elisabeth của Bohemia là một chủ đề quan trọng của nữ quyền trong lịch sử triết học . Bà được chú ý như một nhà tư tưởng nổi bật có đóng góp quan trọng vào sự phát triển của các nữ học giả ở thế kỷ 17. Các học giả nữ quyền đã nghiên cứu các thư từ và cuộc sống của bà để hiểu những hạn chế đặt ra đối với các nhà tư tưởng nữ thế kỷ 17. Một số học giả trích dẫn Elisabeth như một ví dụ điển hình về cách các quan niệm triết học cũ về phụ nữ đã loại tên họ ra khỏi triết học chính thống. Đối với các học giả nữ quyền, những bức thư của bà và Descartes cho thấy rõ tầm quan trọng của việc tái phát hiện dấu ấn của các nữ triết gia trong triết học kinh điển. Các học giả nữ quyền cũng quan tâm đến ảnh hưởng của giới tính của Elisabeth đối với triết lý của bà. Nhiều người tin rằng Elisabeth đã nhận thức sâu sắc về những hạn chế trong giới tính của mình. Một học giả nói rằng sức khỏe và sự nữ tính của Elisabeth cho thấy sự quan tâm của bà về ảnh hưởng của linh hồn phi vật chất đối với cơ thể vật chất. Elisabeth đã góp phần mở đường cho sự phát triển của các nhà tư tưởng nữ ở thế kỷ 17. Triều đình lưu vong của bà ở La Haye đóng vai trò như một mạng lưới liên kết các nữ học giả, nơi phụ nữ có thể tự do thảo luận triết học thông qua thư từ. Ngoài Elisabeth, mạng lưới này còn bao gồm các nữ triết gia nổi tiếng như Anna Maria van Schurman, Marie de Gournay và Lady Ranelagh.

## Dẫn nguồn
1. 1 2 3 4 5 6 7 8 9 10 11 12 13  Shapiro, L. (2013). "Elisabeth, Princess of Bohemia". The Stanford Encyclopedia of Philosophy.
2. 1 2 3 4  Broad, Jacqueline (2002). Women philosophers of the seventeenth century. Cambridge, U.K.: Cambridge University Press. ISBN 9780511487125. OCLC 56208440.
3. ↑  Craig, Edward (1998). Routledge Encyclopedia of Philosophy. Taylor & Francis.
4. 1 2 3  Lascano, Marcy (tháng 1 năm 2015). The Cambridge Descartes Lexicon. Cambridge: Cambridge University Press. tr. 234–237. doi:10.1017/CBO9780511894695.092. ISBN 9780511894695.
5. 1 2 3  1618-1680., Elisabeth, Countess Palatine (2007). The correspondence between Princess Elisabeth of Bohemia and René Descartes. Shapiro, Lisa. Chicago: University of Chicago Press. ISBN 9780226204413. OCLC 184842234. {{Chú thích sách}}: |last= có tên số (trợ giúp)Quản lý CS1: nhiều tên: danh sách tác giả (liên kết)
6. 1 2  Carroll, Sean (ngày 10 tháng 5 năm 2016). The Big Picture: On the Origins of Life, Meaning, and the Universe Itself. Penguin. ISBN 9780698409767.
7. 1 2  Garber, Daniel (1998). The Cambridge History of Seventeenth-century Philosophy. Cambridge University Press. ISBN 9780521537216.
8. 1 2  Goldstone, Nancy (ngày 10 tháng 4 năm 2018). Daughters of the Winter Queen: Four Remarkable Sisters, the Crown of Bohemia, and the Enduring Legacy of Mary, Queen of Scots. Little, Brown. ISBN 9780316387880.
9. ↑  Grayling, A. C. (ngày 1 tháng 3 năm 2016). The Age of Genius: The Seventeenth Century and the Birth of the Modern Mind. Bloomsbury Publishing USA. ISBN 9781620403457.
10. 1 2  Ross, Sarah Gwyneth (ngày 16 tháng 8 năm 2013). "Republic of Women: Rethinking the Republic of Letters in the Seventeenth Century by Carol Pal (review)". Journal of Interdisciplinary History. Quyển 44 số 2. tr. 258–259. ISSN 1530-9169.
11. 1 2 3  Dijk, Suzanna van; Nesbitt, Jo (2004). I Have Heard about You: Foreign Women's Writing Crossing the Dutch Border: from Sappho to Selma Lagerlöf. Uitgeverij Verloren. ISBN 9065507523.
12. ↑  Larsen, Anne R. (ngày 14 tháng 4 năm 2016). Anna Maria van Schurman, 'The Star of Utrecht': The Educational Vision and Reception of a Savante. Routledge. ISBN 9781317180708.
13. ↑  Rodis-Lewis, Geneviève (1999). Descartes: His Life and Thought. Cornell University Press. tr. 221. ISBN 0801486270. elisabeth descartes Foucher de Careil.
14. ↑  Nye, A. (1999). The Princess and the Philosopher: Letters of Elisabeth of the Palatine to Rene Descartes. Lanham, MD: Rowman and Littlefield Publishers
15. 1 2  Shapiro, L. (2008). Princess Elizabeth and Descartes: The union of soul and body and the practice of philosophy. British Journal for the History of Psychology, 7(3), 503-520.
16. ↑  Kim, J. (2009). "Mental Causation." In McLaughlin, B., Beckermann, A. and Walter, S., eds., The Oxford Handbook of Philosophy of Mind (pp. 31). New York: Oxford University Press
17. ↑  Van Dijk, S. & Nesbitt, J. (2004) I Have Heard About You: Foreign Women's Writing Crossing the Dutch Border: From Sappho to Selma Lagerloff. Denmark. Uitgeverij Verloren.
18. ↑  Alanen, Lilli; Witt, Charlotte (2004). Feminist reflections on the history of philosophy (bằng tiếng Anh). Dordrecht; Boston: Kluwer Academic Publishers. ISBN 9781402024894.
19. ↑  Witt, Charlotte; Shapiro, Lisa (2017). Zalta, Edward N. (biên tập). The Stanford Encyclopedia of Philosophy . Metaphysics Research Lab, Stanford University.
20. ↑  O’Neill, Eileen. HISTORY OF PHILOSOPHY Disappearing Ink: Early Modern Women Philosophers and Their Fate in History. doi:10.1515/9781400822324.17.
21. ↑  Hypatia's daughters: fifteen hundred years of women philosophers. McAlister, Linda L. Bloomington: Indiana University Press. 1996. ISBN 9780253210609. OCLC 33357980.{{Chú thích sách}}:  Quản lý CS1: khác (liên kết)